# Valdomiro Duarte de Macedo
Valdomiro Duarte de Macedo, kurz Valdomiro, (* 6. Dezember 1979 in Salvador da Bahia) ist ein ehemaliger brasilianischer Fußballspieler.

## Karriere
Valdomiro spielte zu Beginn seiner Karriere in Brasilien für EC Bahia und blieb dort sieben Jahre. Es folgten kurzzeitige Engagements bei CR Flamengo, EC Santo André und SE Palmeiras. Er verließ im Jahr 2006 seine Heimat und wechselte nach Portugal zu União Leiria. In Leiria blieb der Abwehrspieler genau wie in seinen Stationen zuvor auch nur eine Spielzeit. Der Innenverteidiger ging zu CD Trofense und spielte zwei Saisons, bis er erneut das Land verließ. Er wechselte in die VAE zu Al Wasl.
Nach nur fünf Monaten verließ Valdomiro wieder die Emirate und kehrte zurück nach Portugal und spielte jeweils für Vitória Guimarães und Vitória Setúbal. Seit Sommer 2011 ist der Brasilianer in der Türkei bei Samsunspor unter Vertrag. Im April 2012 löste er seinen Vertrag mit Samsunspor auf und wechselte in seine Heimat zu Associação Portuguesa de Desportos. Dem schlossen sich noch 2016 Anstellungen bei J. Malucelli Futebol und 2017 beim Anápolis FC} an. Dann beendete er seine aktive Laufbahn.

## Erfolge
Bahia
- Staatsmeisterschaft von Bahia: 1998, 1999, 2001
- Copa do Nordeste: 2002

Portuguesa
- Staatsmeisterschaft von São Paulo 2. Liga: 2013